# Rob Coffinshaker
Rob Coffinshaker właściwie Robert Fjällsby (ur. 1 grudnia 1976) – szwedzki muzyk, kompozytor, wokalista i autor tekstów, gitarzysta, a także producent muzyczny. Lider zespołu The Coffinshakers. Jego głos i styl gry na gitarze akustycznej jest często porównywalny do dokonań Johnny'ego Casha. Rob Coffinshaker w swojej twórczości łączy tradycyjną amerykańską muzykę country oraz folk z elementami grozy i horroru.

## Dyskografia
- Live at the Cemetery (2002, Primitive Art Records)[4]
- Fairytales from the Dungeon (2003, Primitive Art Records)[5]
- Dark Rollin' Skies (2011, Lightning Records)[6]